# Anger Management (film)
Anger Management (Nederlands: woedebeheersing) is een Amerikaanse romantische komedie uit 2003 van Revolution Studios in samenwerking met Adam Sandlers productiebedrijf Happy Madison Productions en gedistribueerd door Columbia Pictures.
De film werd geregisseerd door Peter Segal en heeft Adam Sandler en Jack Nicholson in de hoofdrollen. Hij gaat over een jongeman met een woedeprobleem (Sandler) en de psychiater die hem hiervoor behandelt (Nicholson).

## Verhaal
De film begint met een flashback van Dave Buzniks jeugd in 1978. In een spelletje vraagt een meisje hem haar te kussen. Net op dat moment trekt pestkop Arnie Shankman zijn broek naar beneden en vernedert hem waar iedereen bij staat.
Jaren later werkt Dave bij een groot bedrijf als ontwerper van kattenkledij. Hij moet op zakenreis maar wil zijn vriendin Linda niet kussen op de luchthaven omdat iedereen hen kan zien.
Op het vliegtuig is zijn plaats bezet en Dave wordt door Buddy Rydell geïnviteerd om naast hem te zitten. Rydell is nogal luidruchtig terwijl hij naar een film kijkt. Omdat hij toch niet kan slapen vraagt Dave een hoofdtelefoon zodat hij kan meekijken. De stewardess negeert hem echter en als hij het een paar keer opnieuw vraagt zegt ze hem te kalmeren hoewel hij rustig is. De situatie escaleert en het vliegtuig maakt rechtsomkeer waarna Dave gearresteerd wordt.
Dave wordt schuldig bevonden aan mishandeling en riskeert een celstraf. Dan komt Rydell binnen en overtuigt de rechter om Dave in zijn woedebeheersingscursus te plaatsen.
Voor Dave is het hele gebeuren een misverstand en hij vraagt dan ook om hem snel weer uit de cursus te ontslaan. Tijdens de eerste sessie verliest hij echter meermaals zijn kalmte. Daarom verdubbelt Rydell de duur van zijn cursus. Hij wijst ook de gewelddadige Chuck toe als Daves buddy tijdens de cursus.
Nadien komt die Chuck bij Dave thuis aankloppen en Dave ziet zich gedwongen met hem naar het café te gaan. Daar zoekt Chuck ruzie en er ontstaat een gevecht. Daarbij probeert Dave een blinde een blindenstok af te nemen die op hem inslaat en slaat daarmee per ongeluk een serveerster.
Dave belandt wederom in de rechtszaal en wordt veroordeeld tot één jaar cel. Als alternatief komt hij onder totale supervisie van Rydell te staan. Die komt bij Dave inwonen en gaat zelfs mee naar zijn werk zodat Daves leven volledig onder zijn controle komt te staan.
Op een dag bezoekt Rydells assistent Rydell om te zeggen, dat zijn moeder voor een kleine ingreep in het ziekenhuis ligt. Dave hoopt voor een paar dagen van Rydell verlost te raken, door niet te zeggen dat het slechts een kleine ingreep is. Als Rydell het ergste denkt zegt hij dat het een grap was en dat het een kleine ingreep betreft. Rydell vertrekt toch naar Boston en Dave moet met hem mee.
Die avond in Boston zitten ze in een taverne als Rydell Dave opdraagt een mooie vrouw uit te vragen. Die wijst hem echter af. Rydell zegt dan de woorden voor die Dave met zelfvertrouwen moet zeggen en plots is ze wel geïnteresseerd. Als Rydell ineens verdwenen is gaan ze naar haar thuis waar ze hem probeert te verleiden. Als hij haar afwijst vanwege Linda gooit ze hem buiten.
Op de terugweg naar New York stoppen ze bij een boeddhistenklooster waar voormalig pestkop Arnie Shankman monnik is. Dave moet hem confronteren maar Rydell hitst beiden op met beledigingen tot de twee beginnen vechten. Nadat Dave Arnie slaat slaan ze op de vlucht voor de monniken die hen achterna komen.
Terug thuis wil Linda haar relatie met Dave een tijdje in de koelkast steken. Dit blijkt haar ingegeven door Rydell die Dave kan overtuigen van het goede ervan. Dan gaat Rydell met Linda uit en Dave valt Rydell aan. Dave belandt voor de derde keer in de rechtszaal en mag niet meer in de buurt van Rydell of Linda komen.
Later op kantoor blijkt dat zijn baas een directiefunctie waar Dave op hoopte aan Daves liefdesrivaal Andrew heeft gegeven. Bij Dave slaan de stoppen door en hij bedreigt zijn baas en slaat Andrew.
Dan hoort hij dat Rydell en Linda een wedstrijd van de New York Yankees zullen bijwonen. Dave denkt dat Rydell in het stadion een publiek huwelijksaanzoek zal doen zoals hij zelf al van plan was. Hij slaagt erin op het veld te komen en onderbreekt de zanger van het volkslied. Hij vraagt Linda ten huwelijk maar zij zegt dat hij haar eerst een publieke kus moet geven.
Aangemoedigd door burgemeester Rudolph Giuliani en de rest van het publiek doet hij dit. Na de kus zegt Linda dat hij afgestudeerd is van de woedebeheersingscursus. Het blijkt dat het Linda was die Rydell contracteerde en dat bijna alle gebeurtenissen sinds het vliegtuig, inclusief de rechtszaken, door hem in scène waren gezet.
Op het afstudeerfeestje in Central Park haalt Dave nog een grap uit. Eerder had Rydell per ongeluk een Lexus van een parkeergarage af geduwd en Dave laat de zogenaamde eigenaar van die wagen Rydell bedreigen met een pistool dat een waterpistool blijkt te zijn.

## Rolbezetting
| Acteur            | Personage           | Opmerkingen                           |
| ----------------- | ------------------- | ------------------------------------- |
| Adam Sandler      | Dave Buznik         | Patiënt                               |
| Jack Nicholson    | dokter Buddy Rydell | Dokter                                |
| Marisa Tomei      | Linda               | Vriendin van Dave                     |
| John Turturro     | Chuck               | Medepatiënt - Daves buddy             |
| Luis Guzmán       | Lou                 | Medepatiënt - latino                  |
| Jonathan Loughran | Nate                | Medepatiënt - basketbalfan            |
| Krista Allen      | Stacy               | Medepatiënte - het zwartharige meisje |
| January Jones     | Gina                | Medepatiënte - het blonde meisje      |
| Kurt Fuller       | Frank Head          | Daves baas                            |
| Allen Covert      | Andrew              | Daves collega en liefdesrivaal        |
| Lynne Thigpen     | Brenda Daniels      | Rechter                               |
| Kevin Nealon      | Sam                 | Daves advocaat                        |
| Nancy Carell      |                     | Stewardess                            |
| Woody Harrelson   | Gary                | Beveiligingsagent en Galaxia          |
| Adrian Ricard     | Rose Rydell         |                                       |
| Peter Spruyt      | Ricky               |                                       |
| Rudolph Giuliani  | Rudolph Giuliani    | Speelt zichzelf                       |
| Heather Graham    | Kendra              | Vrouw met wie Dave meegaat in Boston  |
| John C. Reilly    | Arnie Shankman      | Monnik en voormalig pestkop           |